# One Room Country Shack
«One Room Country Shack» — пісня американського блюзового музиканта Мерсі Ді Волтона, випущена синглом у 1953 році на лейблі Specialty. 
Пісню перезаписали багатьох виконавців, зокрема Бадді Гай, Джон Лі Гукер та ін.

## Оригінальна версія
Пісня була записана 13 травня 1952 року в Лос-Анджелесі; у записі взяли участь Мерсі Ді Волтон (вокал, фортепіано) і Джессі Сейлс (ударні). Вийшла на синглі у 1953 році на лейблі Specialty; на платівці ім'я Мерсі Ді Волтона вказане як Мерсі Ді. Пісня стала хітом і посіла 8-е місце в чарті Rhythm & Blues Records (протримався 6 тижнів) журналу «Billboard». 
У 1961 році Волтон перезаписав пісню для альбому A Pity and a Shame (Bluesville, 1962). У записі взяли участь Волтон (вокал, фортепіано), Сідні Мейден (губна гармоніка) і Отіс Черрі (ударні).

## Інші версії
Пісня стала блюзовим стандартом, її кавер-версію записали Моуз Еллісон для Back Country Suite (Prestige, 1957), Джонні «Гітар» Вотсон для синглу (Kent, 1958), Бадді Гай для A Man and the Blues (1968), Ел Купер (1969), Джон Лі Гукер для Simply the Truth (1969) і (1978), Бадді Гай і Джуніор Веллс для концертного альбому Live In Montreux (1978),  Джиммі Докінс (1991), Меджик Слім під назвою «A Thousand Miles from Nowhere» для Alone & Unplugged (1995) та ін.